# Nokia 1011
O Nokia 1011 foi o primeiro telemóvel GSM produzido em massa. Conhecido também como nome de venda de Mobira Cityman 2000. O nome do modelo refere-se à data do seu lançamento, 10 de Novembro 1992.
Possuía ecrã preto, media 97 x 48 x 18.4 milímetros, com um ecrã monocromático e uma antena extensível. A memória agregava 99 contactos memorizados. O telemóvel operava em rede 900 MHz. Custou à volta de 2500 marcos.
O modelo continuou a ser produzido até ao ano 1994, quando foi introduzido o Nokia 2110 como sucessor.